# TrackMania 2
TrackMania 2 (Eigenschreibweise: TrackMania²) ist ein Rennspiel des französischen Entwicklerstudios Nadeo und Teil der Spieleserie Trackmania. Es ist neben ShootMania eines der beiden Spiele, die über ManiaPlanet vertrieben werden. Die erste Umgebung Canyon erschien dort schon am 17. August 2011 in Form einer öffentlichen Beta-Phase und ist am 14. September 2011 offiziell erschienen.

## Spielprinzip
Das Gameplay von TrackMania² ist seinem Vorgänger sehr ähnlich. Der Spieler kann auf selbst gebauten Strecken im Einzel- und Mehrspieler-Modus fahren, wobei keine Kollisionen mit anderen Fahrzeugen möglich sind. Auch der Editor, in dem Strecken aus einzelnen Bauteilen zusammengefügt werden können, ist wieder enthalten.
Das Spiel ist sehr stark in die „ManiaPlanet“-Plattform integriert, um damit die Mitwirkung und Kreativität der Community im Gegensatz zu den Vorgängern nochmals zu erhöhen.

## Spieltypen

### Einzelspieler
- Rennen: Der Rennmodus ist ein normales Zeitfahren. Je nach erreichter Zeit des Spielers werden Gold-, Silber- und Bronzemedaillen vergeben. Alle fünf Minuten besteht die Möglichkeit ein offizielles Rennen zu bestreiten, in dem man für das erstmalige Erreichen einer Medaille Planets (die in den Trackmania-Vorgängern „Coppers“ genannt wurden) bekommt.
- Plattform: Dieser Spieltyp ist nur nach Herunterladen eines kostenlosen DLCs von ManiaPlanet und separat zum Hauptspiel spielbar. Bei dem Plattform-Modus versucht der Spieler, besonders schwere Strecken zu fahren, ohne die Rücksetzfunktion zu benutzen. Es gilt hier nicht die Zeit, die Medaillen werden nach Häufigkeit der getätigten Rücksetzfunktion vergeben.

### Mehrspieler
- Splitscreen-Modus: Dieser Modus hat Nadeo in den Teilen von TrackMania 2 eingebaut und bietet vier Spielern an einem PC die Möglichkeit, gegeneinander auf einer Strecke zu fahren. Aber auch hier ist keine Kollision möglich.
- Zeitrennen (Time Attack): Beim Zeitrennen ist es das Ziel, innerhalb eines Zeitlimits eine möglichst gute Zeit zu fahren. Man kann den Wagen beliebig oft zurücksetzen und die Strecke von vorne beginnen, so lange bis die Zeit – z. B. fünf Minuten – für die aktuelle Strecke abgelaufen ist. Danach erfolgt die Auswertung.
- Turniere (Rounds): In diesem Spieltyp gibt es je nach erreichter Platzierung in einem Rennen Punkte. Wenn ein Spieler das Punktelimit erreicht, wird nach der Punktezahl ausgewertet.
- Team: Ähnlich wie im Turniermodus werden hier Punkte vergeben, es wird aber nach Mannschaften gewertet.
- Cup: Auch in diesem Spieltyp werden Punkte nach Platzierung vergeben. Erreicht ein Spieler hier das Punktelimit muss er erst noch ein Rennen gewinnen, um Gesamtsieger zu werden.
- Runden (Laps): Dieser Modus ähnelt dem Turnier-Modus. Im Unterschied dazu zählt aber nicht nur die Platzierung nach jedem Rennen, sondern es zählen auch alle Fahrer, welche mehrere Checkpunkte gefahren sind, aber das Ziel nicht erreicht haben. Dieser Modus eignet sich besonders für längere Rennen, welche oftmals über mehrere Runden gehen (Multilap).
- Chase Time Attack: 2 Fahrer bilden ein Team. Abwechslungweise muss einer der beiden als erster den nächsten Checkpunkt passieren. Fährt der falsche zuerst durch den Checkpunkt, dann muss neu gestartet werden. Am Ende gewinnt das schnellste Team, wobei der Zieldurchlauf vom zweiten Fahrer als Teamzeit gewertet wird.
- Chase: Chase ist der komplizierteste offizielle Modus und ein Team Modus, bei dem auch eine Synchronisation zwischen den Fahrern verlangt wird. Er ähnelt dem Modus Chase Time Attack. Im Unterschied zu diesem fährt man aber ähnlich wie bei Rounds zeitgleich gegen ein anderes Team. Es sind mehrere Fahrer pro Team möglich und falls ein Checkpunkt vom falschen Fahrer geholt wird, führt das nicht direkt zum Ende des Rennens, sondern nur zu einem Punktverlust. Das Rennen hat mehrere verschiedene Ausgangsmöglichkeiten: erstens ein Team holt sich einen Punktevorsprung heraus (Points Gap), zweitens ein Team erreicht die initial vorgegebene Punktzahl. Drittens ein Team erreicht zuerst die vorgegebene Rundenzahl ohne durch Points Gap zu verlieren. Viertens bei einem Team geben die maximal erlaubte Anzahl Fahrer bis auf einen auf. Welcher Ausgang wie wahrscheinlich ist, hängt stark von den Einstellungen ab. Die Punktzahl, die Rundenzahl, der Points Gap sowie auch die maximale Anzahl an Aufgaben (Retire) pro Team kann individuell eingestellt werden.

Durch die Möglichkeit die Spielmodi per Script zu ändern oder zu erstellen gibt es zusätzlich einige Modi, welche von der Community erstellt wurden. Keiner davon hat jedoch regelmäßig besuchte Server.

## Umgebungen
Für TrackMania 2 erschienen mehrere Umgebungen, die aber einzeln erworben werden müssen. Nadeo wollte ursprünglich jedes Jahr eine neue Umgebung herausbringen.

### Canyon
Canyon ist die erste Umgebung, die seit der Veröffentlichung des Spiels zur Verfügung steht. Der Spieler fährt in einem Sportwagen durch eine Wüstenlandschaft mit tiefen Schluchten. Für den Bau der Strecken stehen Straßenteile, Plattformen und Tunnel zur Verfügung.

### Valley
Ursprünglich als erste Umgebung geplant, musste Nadeo die Arbeit an Valley vorzeitig abbrechen. Das hierfür geplante Auto wurde in Canyon übernommen. Nach der Veröffentlichung des Spiels Shootmania soll Valley mit einem neuen Auto als zweite Umgebung erscheinen.
Valley ist am 4. Juli 2013 – gemeinsam mit „Stadium“ – in ManiaPlanet implementiert worden.

### Stadium
Die Umgebung „Stadium“ ist eine Portierung der Umgebung der Reihe TrackMania-Nations mit neuen hochauflösenden Texturen und einer verbesserten Engine. Diese Umgebung war vom 27. Februar 2013 bis zum Release am 20. Juni 2013 in einer Beta-Phase.

### Lagoon
Am 23. Mai 2017 wurde die Umgebung Lagoon aus TrackMania Turbo hinzugefügt. TrackMania Turbo erschien bereits am 24. März 2016.

## Titlepacks
Unter einem Title-Pack versteht man eine zusätzliche Erweiterung, welche in ManiaPlanet wie ein eigenständiges Spiel erscheint. Die meisten dieser Title-Packs sind gratis verfügbar und basieren auf den Standardumgebungen, enthalten aber zusätzliche Blöcke und eigene Rangliste sowie ggf. auch einen neuen Solo-Modus mit eigenen Strecken. Sie basieren auf den Umgebungen bereits bestehender TrackMania²-Titel. Um ein Title-Pack zu spielen, benötigen Spieler die Vollversion des jeweiligen Basis-Spiels. Die meisten Title-Packs sind von der Community erstellte Titel. Ein Beispiel ist der ESL-Titel, der die Teilnahme an E-Sports möglich macht und im integrierten Store von ManiaPlanet heruntergeladen werden kann. Es gibt auch mehrere Title-Packs, welche auf allen bestehenden Umgebungen basieren. Dadurch können diese Umgebungen kombiniert werden. Um sie spielen zu können, werden dann jedoch alle Umgebungen des Basis-Spiels vorausgesetzt.

## Bewertungen

### Canyon
- GameStar: 85 %[4]
- 4Players: 77 %[5]
- Metacritic: 81 %[6]
- Computer Bild: Testnote 2,12[7]

### Valley
- GameStar: 85 %[8]
- 4Players: 77 %[5]
- Metacritic: 79 %[9]
- Computer Bild: Testnote 1,8[10]

### Stadium
- GameStar: 85 %[11]
- 4Players: 77 %[5]
- Metacritic: 77 %[12]

### Lagoon
- Metacritic: 77 %[13]